# Aššur-nadin-šumi
Aššur-nadin-šumi (auch Aschschur-nadin-schumi) regierte von 700 v. Chr. bis 694 v. Chr. als babylonischer König, der als Sohn und Vizekönig des Sanherib in Babylonien inthronisiert wurde. Sein erstes Regierungsjahr konnte aufgrund einer inschriftlichen Erwähnung der Mondfinsternis 695 v. Chr. auf 699 v. Chr. datiert werden.
Aššur-nadin-šumi regierte fünf Jahre und starb 694 v. Chr. während kriegerischer Auseinandersetzungen mit den Elamern.